# Wahlen zum Senat der Vereinigten Staaten 1986
Die Wahlen zum Senat der Vereinigten Staaten 1986 um 100. Kongress der Vereinigten Staaten fanden am 4. November statt. Sie waren Teil der Wahlen in den Vereinigten Staaten an diesem Tag, den Halbzeitwahlen (engl. midterm election) in der Mitte von Präsident Ronald Reagans zweiter Amtszeit. 1980 hatten die Republikaner im Zuge der ersten Wahl Ronald Reagans 12 Senatssitze von den Demokraten erobern können. Sechs dieser Sitze gingen 1986 wieder verloren.
Zur Wahl standen die 34 Sitze der Klasse III, Nachwahlen für vorzeitig aus dem Amt geschiedene Senatoren der anderen Klassen fanden keine statt. In North Carolina wurde der Sitz sowohl in einer Nachwahl für den Rest der alten Amtszeit als auch in der Wahl für die neue Amtszeit besetzt. 12 dieser Senatoren gehörten der Demokratischen Partei an, 22 den Republikanern. 21 Amtsinhaber konnten ihre Sitze verteidigen, 9 Demokraten und 12 Republikaner. Die Republikaner konnten einen bisher von den Demokraten gehaltenen Sitz erobern, verloren aber neun Sitze an die Demokraten. Damit ging die Zahl der republikanischen Senatoren von 53 auf 45 zurück, während die Demokraten sich von 47 auf 55 verbesserten und damit die Mehrheit im Senat eroberten.
Im März 1987 starb der demokratische Senator von Nebraska Edward Zorinsky. Gouverneurin Kay A. Orr ernannte den Republikaner David Karnes zu seinem Nachfolger. Damit verringerte sich die demokratische Mehrheit auf 54 zu 46 Sitze.
Zu Veränderungen nach der Wahl siehe auch Liste der Mitglieder des Senats im 100. Kongress der Vereinigten Staaten.

## Ergebnisse
Die Gewinner dieser Wahlen wurden am 3. Januar 1987 in den Senat aufgenommen, also bei Zusammentritt des 100. Kongresses. Alle Sitze dieser Senatoren gehören zur Klasse III.
| Staat          | Amtierender Senator   | Partei       | Ergebnis                   | Neuer Senator    |
| -------------- | --------------------- | ------------ | -------------------------- | ---------------- |
| Alabama        | Jeremiah Denton       | Republikaner | Zugewinn Demokraten        | Richard Shelby   |
| Alaska         | Frank Murkowski       | Republikaner | wiedergewählt              | Frank Murkowski  |
| Arizona        | Barry Goldwater       | Republikaner | von Republikanern gehalten | John McCain      |
| Arkansas       | Dale Bumpers          | Demokrat     | wiedergewählt              | Dale Bumpers     |
| Colorado       | Gary Hart             | Demokrat     | von Demokraten gehalten    | Tim Wirth        |
| Connecticut    | Chris Dodd            | Demokrat     | wiedergewählt              | Chris Dodd       |
| Florida        | Paula Hawkins         | Republikaner | Zugewinn Demokraten        | Bob Graham       |
| Georgia        | Mack Mattingly        | Republikaner | Zugewinn Demokraten        | Wyche Fowler     |
| Hawaii         | Daniel Inouye         | Demokrat     | wiedergewählt              | Daniel Inouye    |
| Idaho          | Steve Symms           | Republikaner | wiedergewählt              | Steve Symms      |
| Illinois       | Alan J. Dixon         | Demokrat     | wiedergewählt              | Alan J. Dixon    |
| Indiana        | Dan Quayle            | Republikaner | wiedergewählt              | Dan Quayle       |
| Iowa           | Chuck Grassley        | Republikaner | wiedergewählt              | Chuck Grassley   |
| Kalifornien    | Alan Cranston         | Demokrat     | wiedergewählt              | Alan Cranston    |
| Kansas         | Bob Dole              | Republikaner | wiedergewählt              | Bob Dole         |
| Kentucky       | Wendell Ford          | Demokrat     | wiedergewählt              | Wendell Ford     |
| Louisiana      | Russell B. Long       | Demokrat     | von Demokraten gehalten    | John Breaux      |
| Maryland       | Charles Mathias       | Republikaner | Zugewinn Demokraten        | Barbara Mikulski |
| Missouri       | Thomas Eagleton       | Demokrat     | Zugewinn Republikaner      | Kit Bond         |
| Nevada         | Paul Laxalt           | Republikaner | Zugewinn Demokraten        | Harry Reid       |
| New Hampshire  | Warren Rudman         | Republikaner | wiedergewählt              | Warren Rudman    |
| New York       | Al D’Amato            | Republikaner | wiedergewählt              | Al D’Amato       |
| North Carolina | Jim Broyhill, ernannt | Republikaner | Zugewinn Demokraten        | Terry Sanford    |
| North Dakota   | Mark Andrews          | Republikaner | Zugewinn Demokraten        | Kent Conrad      |
| Ohio           | John Glenn            | Demokrat     | wiedergewählt              | John Glenn       |
| Oklahoma       | Don Nickles           | Republikaner | wiedergewählt              | Don Nickles      |
| Oregon         | Bob Packwood          | Republikaner | wiedergewählt              | Bob Packwood     |
| Pennsylvania   | Arlen Specter         | Republikaner | wiedergewählt              | Arlen Specter    |
| South Carolina | Fritz Hollings        | Demokrat     | wiedergewählt              | Fritz Hollings   |
| South Dakota   | James Abdnor          | Republikaner | Zugewinn Demokraten        | Tom Daschle      |
| Utah           | Jake Garn             | Republikaner | wiedergewählt              | Jake Garn        |
| Vermont        | Patrick Leahy         | Demokrat     | wiedergewählt              | Patrick Leahy    |
| Washington     | Slade Gorton          | Republikaner | Zugewinn Demokraten        | Brock Adams      |
| Wisconsin      | Bob Kasten            | Republikaner | wiedergewählt              | Bob Kasten       |

- ernannt: Senator wurde vom Gouverneur als Ersatz für einen ausgeschiedenen Senator ernannt, Nachwahl nötig.
- wiedergewählt: ein gewählter Amtsinhaber wurde wiedergewählt.

## Bundesstaaten

### North Carolina
Der 1980 gewählte Senator John Porter East hatte sich im Juni 1986 das Leben genommen, zu seinem Nachfolger wurde Jim Broyhill ernannt. Im November fanden Wahlen sowohl für die verbleibenden Wochen der Amtszeit von East als auch für die neue sechsjährige Amtszeit statt. In beiden musste sich Broyhill dem Demokraten Terry Sanford geschlagen geben. Die Wahl um die restlichen acht Wochen der Amtszeit von East gewann Sanford mit 50,9 % gegen 49,1 % für Broyhill, die Wahl um die neue Amtszeit mit 51,8 % zu 48,2 %.